# Rosemarie Said Zahlan
Rosemarie Said Zahlan (en árabe: روزماري سعيد زحلان‎, romanizado: Rawzimārī Saʿīd Zaḥlān; El Cairo, 20 de agosto de 1937-desc., 10 de mayo de 2006) fue una historiadora y escritora estadounidense-palestina cristiana. Su obra se centró en los estados del Golfo Pérsico. Además de sus libros, también escribió para Financial Times, The Middle East Journal, la International Journal of Middle East Studies y la Encyclopaedia of Islam.

## Biografía
Said Zahlan nació en 1937 en El Cairo y fue hermana del profesor Edward Said. Su padre, Wadie Said, fue un rico empresario anglicano palestino y ciudadano de Estados Unidos; su madre, Hilda Said, nació en Nazaret y era descendiente de cristianos libaneses y palestinos. Asistió a la universidad privada femenina Bryn Mawr College (Bryn Mawr, Pensilvania), donde realizó un grado en musicología. Sin embargo, tras un accidente de coche sus manos quedaron dañadas y se le rompieron varias vértebras; esto hizo que no pudiese tocar el piano y que detuviese su carrera musical, aunque continuó tocando otros instrumentos.
Después de graduarse en musicología, enseñó por un tiempo en El Cairo. Luego, viajó a Beirut, donde dio conferencias sobre historia cultural y música en la Universidad Americana de Beirut y en el Beirut College for Women. Luego se trasladó a Londres para doctorarse por la Escuela de Estudios Orientales y Africanos de la Universidad de Londres en historia del siglo XVIII de la ruta del mar Rojo hacia la India y su pionero George Baldwin.
Said Zhalan se casó con Tony Zahlan, un médico y académico palestino de Haifa. Ambos impulsaron el proyecto de la biblioteca de Gaza, donando libros a Palestina. Said también fue patrona de la Palestine Solidarity Campaign en Reino Unido y, de acuerdo con The Times, su principal preocupación a lo largo de su vida fue la lucha por Palestina y el sufrimiento del pueblo palestino.